# Francisco Fernández Ochoa
Pour les articles homonymes, voir Francisco Fernández, Fernández et Ochoa.
Francisco Fernández Ochoa, plus connu comme Paquito Fernández Ochoa, né le 25 février 1950 à Madrid et décédé le 6 novembre 2006 à Madrid, était un skieur alpin espagnol, originaire de Navacerrada.

## Biographie
Il était le frère de la skieuse alpine Blanca Fernández Ochoa.
Il a participé à quatre olympiades, Jeux olympiques d'hiver de 1968, de 72, de 76 et de 80.
Il fut porte-drapeau de la délégation espagnole aux Jeux olympiques d'hiver de 1972 et aux Jeux olympiques d'été de 1972, ainsi qu'aux Jeux olympiques d'hiver de 1976.
Premier médaillé espagnol de l'histoire dans des Jeux olympiques d'hiver, il est à ce jour le seul champion olympique de son pays dans un sport d'hiver.

## Palmarès

### Jeux olympiques d'hiver
| Épreuve / Édition | Descente | Slalom géant | Slalom |
| JO 1968 Grenoble  | 38e      | 38e          | 23e    |
| JO 1972 Sapporo   | —        | Disqualifié  | Or     |
| JO 1976 Innsbruck | 35e      | 16e          | 9e     |

### Championnats du monde
| Épreuve / Édition                    | Descente    | Slalom géant | Slalom | Combiné     |
| JO 1968 Grenoble                     | 38e         | 38e          | 23e    | 13e         |
| Mondiaux 1970 Val Gardena            | 42e         | 33e          | 9e     | 9e          |
| JO 1972 Sapporo                      | —           | Disqualifié  | Or     | —           |
| Mondiaux 1974 Saint-Moritz           | Non-partant | 23e          | Bronze | Non-partant |
| JO 1976 Innsbruck                    | 35e         | 16e          | 9e     | 6e          |
| Mondiaux 1978 Garmisch-Partenkirchen | —           | 43e          | 22e    | —           |

### Coupe du monde
- Meilleur résultat au classement général : 9e en 1975
  - 1 victoire : 1 slalom

#### Saison par saison
- Coupe du monde 1969 :
  - Classement général : 38e
- Coupe du monde 1970 :
  - Classement général : 72e
- Coupe du monde 1971 :
  - Classement général : 39e
- Coupe du monde 1972 :
  - Classement général : 33e
- Coupe du monde 1973 :
  - Classement général : 34e
- Coupe du monde 1974 :
  - Classement général : 15e
    - 1 victoire en slalom : Zakopane
- Coupe du monde 1975 :
  - Classement général : 9e
- Coupe du monde 1976 :
  - Classement général : 62e
- Coupe du monde 1979 :
  - Classement général : 91e
- Coupe du monde 1980 :
  - Classement général : 33e

### Arlberg-Kandahar
- Meilleur résultat : 2e place dans le combiné 1975 à Megève/Chamonix

### Championnats de France
- Il remporte le slalom des Championnats de France en 1975